# Namorona (rivier)
De Namorona is een rivier in Vatovavy-Fitovinany, Oost-Madagaskar. De rivier ontspringt in het Centraal Hoogland van Madagaskar en mondt uit in de Indische Oceaan.
De rivier stroomt door het Nationaal park Ranomafana en vormt tevens de Andriamamovokawaterval. De rivier mondt uit ter hoogte van Namorona. Deze stad is vernoemd naar de gelijknamige rivier.